# 爱德华·雷兹-希米格维
爱德华·雷兹-希米格维（波蘭語：Edward Rydz-Śmigły，[ˈɛdvard ˈrɨdz ˈɕmiɡwɨ]  试听，1886年3月11日—1941年12月2日），亦称爱德华·希米格维-雷兹（波蘭語：Edward Śmigły-Rydz），是波兰政治人物、軍官、画家和诗人，曾任波兰元帅和波兰军队总司令。
在战间期的波兰，雷兹是一位颇负盛名的公众人物。他于一战期间指挥波兰军团，又在随后的波苏战争中立下赫赫战功，被许多国民视为英雄。1935年约瑟夫·毕苏斯基元帅去世后，雷兹成为了波兰军队总司令和武装部队总督，并在二战之初的德波战争中领导波兰军队抵御德军进攻。
二战爆发前的几年里，波兰国内的政治分歧逐渐消失，国防问题成为当务之急，掌握军权的雷兹逐渐取得了超越总统的地位。然而他的声誉也随着后来波兰战败而饱受争议，由于此战影响深远，即便在战后很长时间里，学界仍然难以客观评价他在战争中起到的作用。

## 生平

### 早年生活

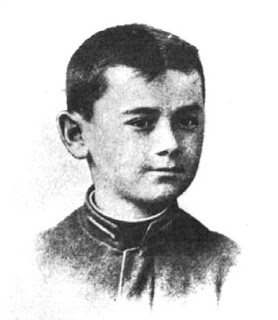
爱德华·雷兹作為文法學校的學生

爱德华·雷兹于1886年3月11日出生在奥匈帝国加利西亚地区别列扎内（今乌克兰境内）。父亲托马斯·雷兹（Tomasz Rydz）在奥匈帝国军骑兵部队里任中士；母亲玛莉亚·巴比亚克（Maria Babiak）是当地邮递员之女，后来成为警察。雷兹的父母于1888年结婚，此时他已出生两年，延迟结婚可能考虑到其父升任排长后家庭经济会有所改善，但同年雷兹的父亲便因病逝世，母亲则在他十岁那年撒手人寰。他随后被交由外祖父母抚养，外祖父母死后，又寄养在别列扎内的乌拉诺维奇（Uranowicz）医生家，并在后者资助下得以完成学业。
1905年，雷兹以优异的成绩毕业于当地文理中学，随后前往克拉科夫的扬·马泰伊科美术学院学习绘画。雷兹在大学期间经历了巨大的思想转变，最终于1908年加入约瑟夫·毕苏斯基领导的积极斗争联盟（Związek Walki Czynnej，ZWC），决心投身波兰独立的政治活动。为此他中断了在美术学院的学习，并转入雅盖隆大学哲学系。1910至1911年间，他就读于维也纳的预备役军官学院，在著名的奥地利第四步兵团服完了为期一年的义务兵役。雷兹在军中表现杰出，帝国军队曾向雷兹提供军官职位，但被其拒绝，他更希望将获得的军事知识用在未来波兰独立的斗争中。
1912年，他与约瑟夫·毕苏斯基、瓦迪斯瓦夫·西科尔斯基等人在波兰共同创办准军事组织步兵协会（Związek Strzelecki），同年完成了个人的艺术学习。学院教授与评论家们常对雷兹的风景与肖像画作品大加赞赏，视其为前途无量的天才。
雷茲娶了 Marta Zaleska，娘家姓Thomas；他們沒有孩子。

### 第一次世界大战

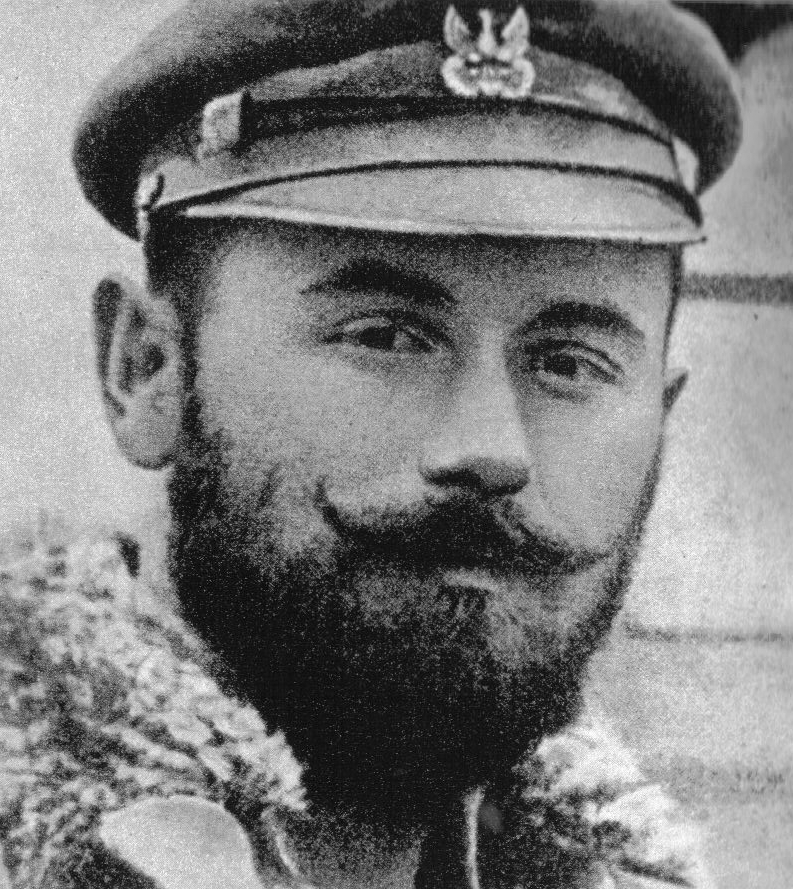
时任少校的爱德华·雷兹（1914年）

1914年7月，第一次世界大战爆发，雷兹应征加入奥匈帝国军队，同年8月转至新成立的波兰军团，服役于约瑟夫·毕苏斯基麾下的波兰第一旅，多次与俄罗斯帝国军队在维斯瓦河南部地区交战。雷兹在军中晋升迅速，1916年时已为上校，与此同时，他仍坚持着自己的艺术创作，还在克拉科夫举办过个人画展。1917年俄国退出一战，由于拒绝再向德奥当局宣誓效忠，波兰军团旋即被遣散，士兵投入拘留营，司令官毕苏斯基则被囚禁在马格德堡。雷兹因病提前获释，毕苏斯基委派其担任波兰军事组织指挥官，他随后化名“希米格维”（Śmigły）开展活动。
1918年10月，雷兹作为战争部长加入了伊格纳齐·达申斯基于卢布林成立的社会主义政府，随即被授予准将军衔。雷兹十分重视此次晋升，认为这意味着自己将被视作毕苏斯基的副手，从此他开始以“雷兹-希米格维”自称。同年11月11日，波兰临时政府将所有权力让与刚获释的毕苏斯基，后者得到了临时国家元首的头衔。尽管不满于雷兹-希米格维与社会主义者合作，犹豫再三的毕苏斯基最终还是认可让他继续担任波兰军队的准将。

### 波苏战争

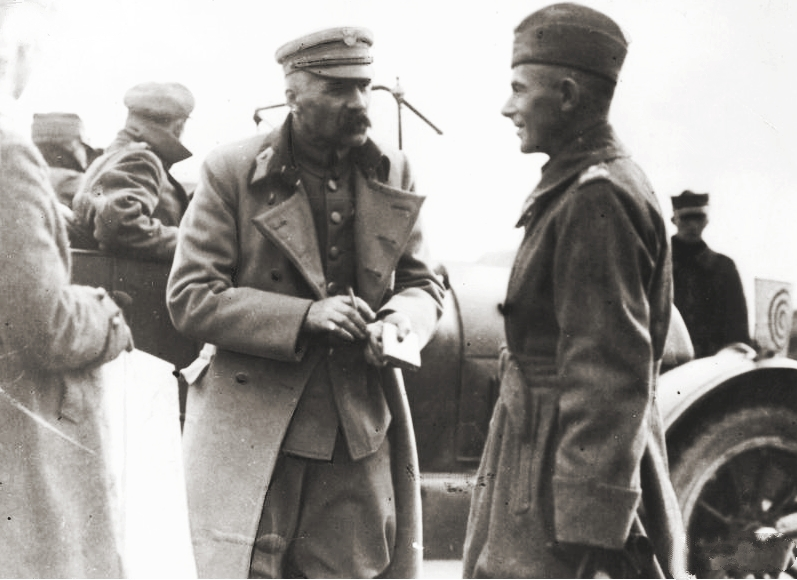
爱德华·雷兹-希米格维（右侧）与约瑟夫·毕苏斯基元帅在波苏战争期间

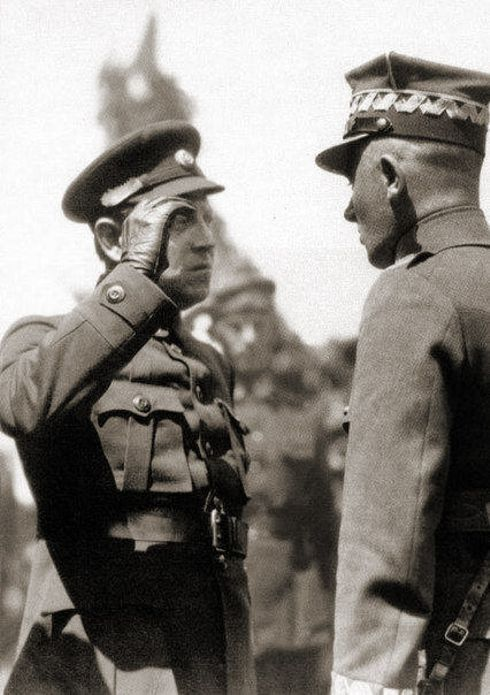
波苏战争期间，西蒙·彼得留拉向爱德华·雷兹-希米格维致敬

1919年至1921年的波苏战争期间，雷兹-希米格维指挥波兰军队参与了几场对苏俄红军的攻势，成功夺取了维尔诺和迪纳堡等城市。在取得数次胜利后，他被任命为拉脱维亚武装部队总司令，不久便从红军手中拿下了拉特加尔地区。随后他又率部击破了红军第十二集团军，并进占基辅，但在谢苗·布琼尼领导的红军骑兵反击下，只得全面后撤。此后红军势如破竹，眼看已推进至华沙城下，雷兹-希米格维负责波军中部战线的防御工作，在华沙战役中正面抵挡红军进攻。此战又被称作“维斯瓦河的奇迹”，波军一举扭转战局，在随后的反攻中，雷兹-希米格维率军切断了红军第四、第十五集团军和第三骑兵军的逃跑路线，骑兵军将领盖克·布日什基扬被迫指挥残部败退至东普鲁士，尽数为德国所擒。

### 成为二号人物
1926年5月參與畢蘇茨基發動的軍事政變。1935年5月13日畢蘇斯基死後統治集團三分，形成以總統伊格納齊·莫希奇茨基為首的元老派，以他任武裝部隊總監的軍隊實力派和以外長約瑟夫·貝克為首的文官政府派，其中他繼承畢蘇斯基最重要的軍隊總監職務，成為波蘭事實上的獨裁者，1936年11月10日授元帥軍銜，他大搞個人崇拜，自稱當代第二偉人，曾和希特勒一起瓜分捷克斯洛伐克，這個外交上的失誤使得蘇聯認定波蘭和西方聯合起來對付它，他又不肯割讓但澤走廊和德國站在一起，這樣同時得罪了蘇聯、德國兩個強國，而他的民族自尊心卻認為波蘭是歐洲第二陸軍強國（僅次於法國，在蘇、德之上），在英法援助的基礎上足以一戰。

### 第二次世界大战
1939年9月1日德波戰爭爆發時，將150萬主力部隊呈攻擊態勢一線展開，但在德軍閃電進攻面前措手不及，迅速被分割包圍，他無法適應閃電戰的節奏，變更部署遲緩，指揮混亂，開戰兩個星期後，波蘭47個主力兵團已經有22個被全殲，9月17日蘇聯加入德軍一方作戰給了他最後一擊，部隊士氣迅速瓦解，第二天他和政府逃往羅馬尼亞。

### 晚年与死亡
接著全體辭職和被羅馬尼亞拘留，反對派瓦迪斯瓦夫·西科爾斯基出任流亡政府總理，1940年10月25日他逃到匈牙利境內，1941年蘇德戰爭爆發後，他受不了西科爾斯基和反對派的指責，放棄元帥軍銜以一個普通戰士的身份從匈牙利潛回國內，10月30日加入地下抵抗組織。但不到5個星期就因為心臟病發作去世。年僅55歲，化名亞當埋在一個不知名的公墓中，直到1994年才重新安葬。

## 個人
除了他廣為人知的繪畫和詩歌成就外，雷兹-希米格维在一戰時踢過足球，此後他終其一生都是一名忠實的足球熱衷者。

## 影响
从1937年开始，来自因希特勒德国的进一步加强而增加的威胁正动摇着雷兹作为所谓的“共和国第一军事家”的地位。由于战争一触即发，政治分歧逐渐消失，国防也成为了国家的重点，雷兹的地位甚至因此超过了总统。关于他的形象的宣传海报位于各种公共装饰建筑和公告栏上，旨在通过他强健的姿态和温柔的微笑唤起人民的信心。他的声望在战争爆发前达到了顶峰，包括大量赞颂的歌曲，诗歌，随之而来的还有几乎每天在波兰报纸上对他生活的展示。
所谓的"雷兹传奇"随着1939年9月波兰战役的爆发而破灭。由于波兰的失败所造成的打击，在战争期间和战后，对他所造成的影响作出客观评价几乎是不可能的。众多关于他在二战早期最为关键的几个月里的举措，使得他的名声至今仍饱受争议与批评。为满足意识形态上的需求这一目的，在二战前的书面记载中满是关于对他的颂扬，这一事实也正体现了他们的作风。
在1945-1989年共产党政权执政期间，以地下流亡文学为主导的思想产生了两个主要观点:其中一個看法稱他是拋棄波兰军逃離國外的無能領袖;另一個觀點則是指他在跟德國前都一直維護著萨纳齐亚政府的軍事及外交政策。現代研究 第二次世界大战 的波蘭 历史学專家們則是會將焦點放在1935-1939期間在波蘭身上所發生的問題和相關問題，而不是這位元帥。
2016 年，在倫敦西科爾斯基博物館的檔案中發現了他的一幅巨大而細緻的油畫。它被一個不知名的人折成四折藏在一個公文包裡，然後走私到英國，以免被納粹佔領軍帶走。在波蘭遺產協會的私人成員菲利普·布賈克（Philip Bujak）資助的修復工作之後，這幅完全修復的畫被送回了目前正在展出的西科爾斯基研究所。

## 荣誉
原有的地位使得雷兹-希米格维 '“实际上”控制了在战时的所有国防事务。起初他并没有确保身边有任何有组织的政治集团，但后来他放弃了无关的观察家这样的角色，并且在他的观点和表态中变得更加公开，他的演讲也越来越多地表现出政治色彩来。 在毕苏斯基逝世后，通过与其他统治精英拥有较少的政治关系并利用他们之间的内斗，他逐渐登上了国家权利的最高层。然而在他任内的特征中却显现出严重的国内问题和失败的外交政策。 统治精英们试图从这些问题中吸引雷兹-希米格维——毕苏斯基的继承者的注意，以促使他为制造使整个社会陷入自然去爱国的狂热状态中而进行个人的政治宣传并大量使用口号标语，导致在他的领导下，波兰被带领着倾向国家近乎无法承受的地缘政治的情势。

## 紀念
華沙市內一間90公頃公園華沙愛德華·雷茲-希米格維元帥公園以他命名。

## 作品

### 军事著作
- 《刺刀战》（Walka na bagnety，1914年，利沃夫）
- 《波兰军事学说》（W sprawie polskiej doktryny，1924年，华沙）
- 《骑兵掩护》（Kawaleria w osłonie，1925年，华沙）
- 《勿忘力量——命令、文章和演讲》（Byście o sile nie zapomnieli -Rozkazy, Artykuły, Mowy，1936年，华沙）OCLC 23183189
- 《波德战争》（Wojna polsko-niemiecka，1941年，布达佩斯）

### 诗歌
- 《向着我的道路尽头》（Dążąc do końca swoich dróg，1947年，巴黎；1989年 伦敦）ISBN 978-09-4866-813-5

### 绘画
雷兹的一些绘画作品参加过克拉科夫（1916年）和华沙（1917年）的艺术展，但大部分今已遗失。雷兹也曾为毕苏斯基的作品《1863年1月22日》（22 stycznia 1863，1920年，利沃夫）绘制插图。